# Jardín de Palmeras de Fráncfort del Meno

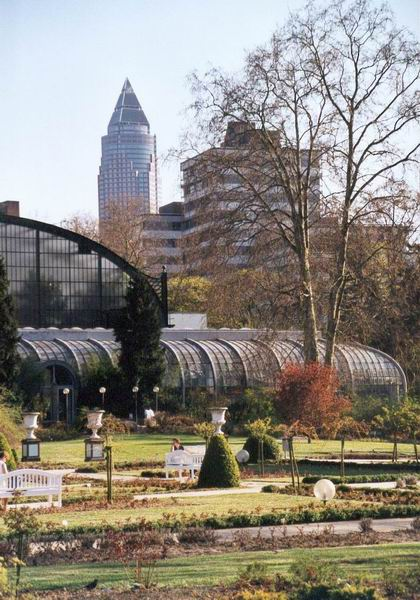
Palmengarten de Fráncfort

El Jardín de Palmeras de Fráncfort del Meno (en alemán: Palmengarten Frankfurt am Main) es uno de los dos jardines botánicos de Fráncfort del Meno, Alemania. Se encuentra en el distrito de Westend, adyacente al Grüneburgpark. El parque en sí mismo es una sociedad anónima que establecieron los ciudadanos de Fráncfort en 1868. Fundado en 1868 y abierto al público en 1870, tiene unas 22 hectáreas de extensión.

## Historia
La sociedad que lo fundó encargó su construcción a Heinrich Siesmayer (1817–1900), arquitecto y diseñador de jardines. Lo que para él fue la oportunidad de su vida, lo que estaba esperando, el poder diseñar un palacio (la sede social) y además un lugar donde se pudieran cultivar plantas tropicales. Sin dudarlo se puso en el acto manos a la obra.
En el año 1868 se decretó la realización del proyecto. El 6 de mayo se constituyó una Sociedad Anónima por ciudadanos de Fráncfort. Este jardín debía de conservar la colección de plantas del Duque y ser a un tiempo lugar de esparcimiento y de estudio para los ciudadanos de Fráncfort. Se construyó una gran sede social, junto a la cual se situaría la «casa de las palmeras» (Palmenhaus) y los jardines. Los trabajos se iniciaron y el 16 de marzo de 1871 pudo abrir sus puertas el Palmengarten (al que se le asignó este nombre popularmente desde un principio).

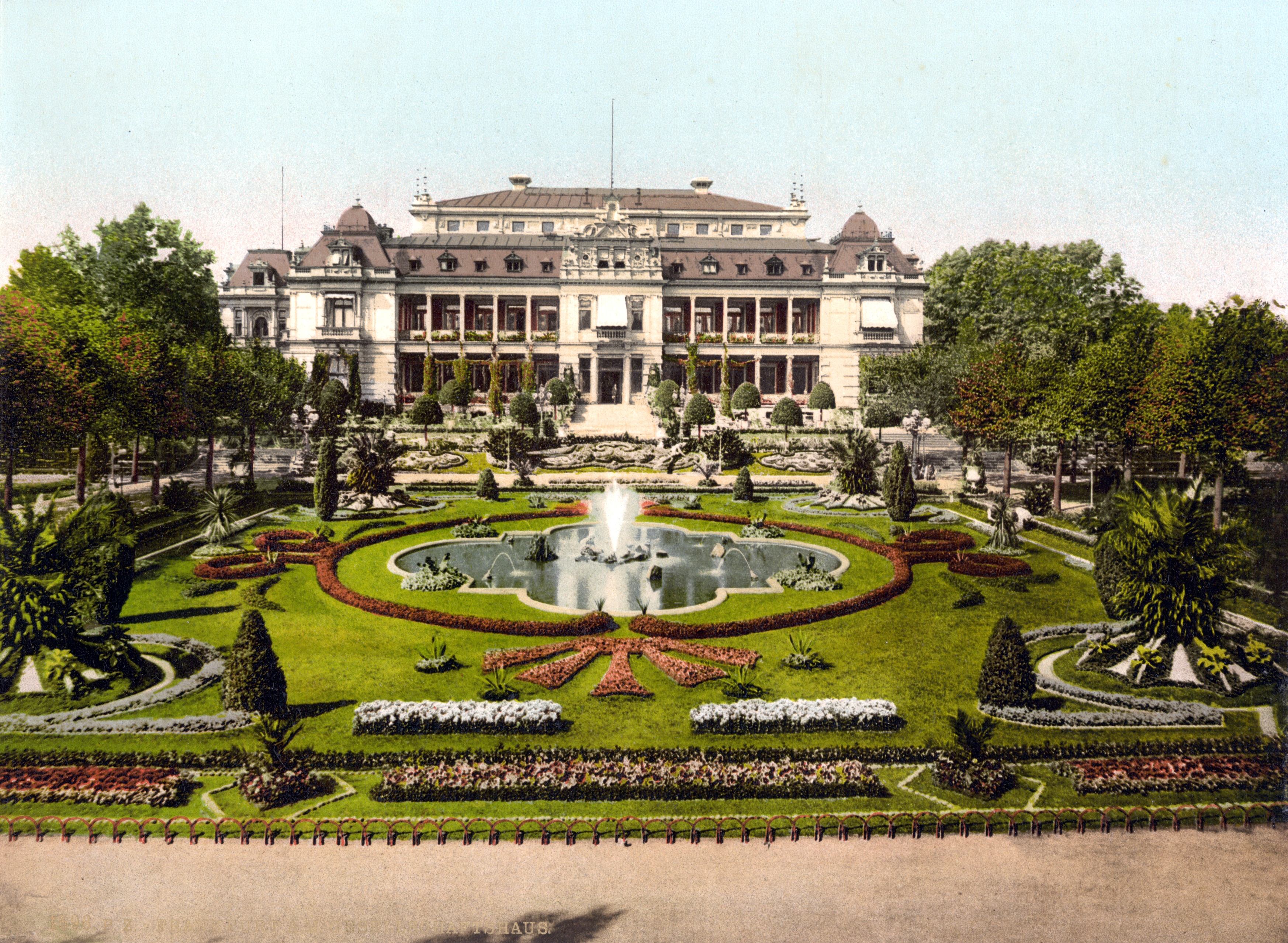
La sede social del Palmengarten en 1890–1900.

Una de las visitas más coloristas que tuvo el parque en sus inicios fue la del hombre de la farándula americana Buffalo Bill que trajo su espectáculo del Oeste americano en 1890.
En 1931, la ciudad de Fráncfort asumió el control del Jardín botánico pero más tarde fue transferido a las autoridades americanas ocupantes después de la Segunda Guerra Mundial. Cuando el Palmengarten volvió a manos de la ciudad en los sesenta, se emprendió una gran labor de reforma y reconstrucción. Las salas destruidas durante la guerra se reconstruyeron y ampliaron. En 1992 los trabajos de reconstrucción terminaron completamente y el Palmengarten resplandece en todo su esplendor con sus nuevas formas.
Directamente, junto al área del Palmengarten se encuentra el Jardín Botánico de la Universidad de Fráncfort, que pertenece al departamento de Biología de la Johann Wolfgang Goethe-Universität de Fráncfort.

## Localización
En transporte público:
- Entrada por Palmengartenstraße: trenes U6, U7 o los autobuses 32, 33, 50 a la estación Bockenheimer Warte.
- Entrada por Siesmayerstraße: trenes U6, U7 a la estación Westend, o el autobús 36 a la estación Siesmayerstraße.

Con el automóvil:
- Conexión por: Miquelallee, Zeppelinallee, Bockenheimer Landstraße, seguir las indicaciones para girar hacia Siesmayerstraße. Aparcamiento subterráneo para los vehículos, con entrada por Siesmayerstraße 63.

Con viajes de grupos:
- Aparcamiento de los vehículos en Feldbergstraße y en Zeppelinallee.

## Colecciones
- Entrada

La mitad del edificio social original del 1905, que fue de nuevo reedificado, sirve actualmente como entrada principal del Palmengarten. A derecha e izquierda de la entrada encontramos salas de exposiciones y aulas didácticas. En la primera planta en el ala sur se encuentran unas plantas carnívoras, en el ala norte se encuentran unas plantas de piñas americanas, que se cultivan en el interior. El visitante se encuentra in situ, puntos de información sobre la ecología y geografía de todo lo expuesto en las vitrinas.
- La rosaleda

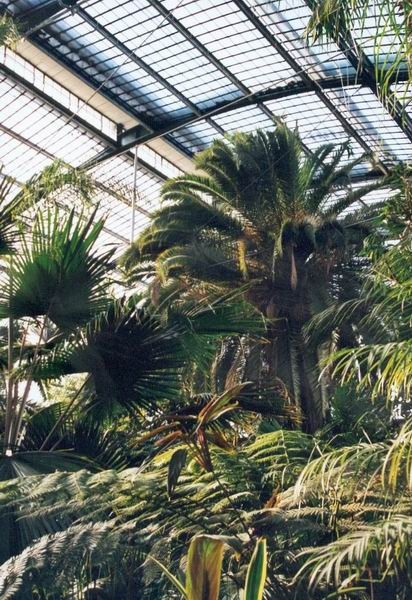
Invernadero en el Palmengarten.

Una vez que se deja atrás el edificio de la entrada, nos encontramos la «Rosaleda», con un estilo geométrico de distribución de plantas característico. Una pérgola da el toque formal de rosaleda, con sus senderos, y sus arriates de flores cuidados con esmero. La casa Rosenbrunn se encuentra en el medio, edificada en el estilo de inicios del jardín de 1884, había formado parte de los edificios de oficinas. Los jardines temáticos (por ejemplo: con rosas de aroma o las así llamadas «rosas clásicas») delimitan la rosaleda por el norte y por el sur.
- Palmenhaus

Este es el núcleo principal del Palmengarten original, se edificó en 1869 y es una de las mayores construcciones de su especie que se encuentran en Europa. Junto a un gran número de palmeras subtropicales, y cubriendo la parte baja del dosel forestal se encuentran helechos arborescentes, plantas de tallos largos y tiernos, y plantas de hojas anchas, produciendo en su conjunto una imagen de gran exuberancia subtropical. También corre un arroyo que cae en cascada desde la parte alta de atrás de la estructura con forma de colina. En un pasadizo con forma de gruta, bajo la colina, se muestra en acuarios, un colorista mundo subacuático tropical.
- Rhododendrumgarten

En la parte oeste de los jardines y bordeando el lago que aquí se encuentra, se creó en 1989 el Rhododendrongarten ('Jardín de rododendros'). Aquí se plantaron unos junto a otros una gran variedad de híbridos de especies del este de Asia y de Norteamérica. Estas plantas necesitan para su desarrolló un suelo rico en humus y muy ácido. Esta zona es todo un espectáculo de color a finales de mayo y principios de junio cuando florecen.
- La rocalla

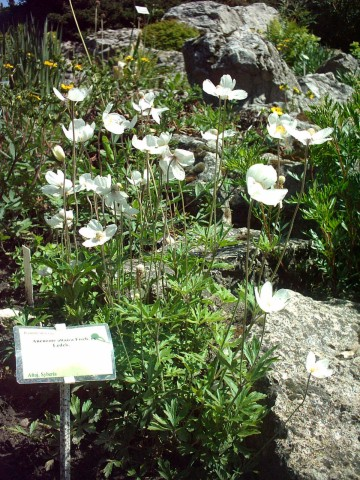
Anemone altaica, en la rocalla.

Se encuentra en el punto más elevado del jardín, una colina rocosa con una cascada imponente, desde aquí se obtiene una de las mejores panorámicas. La rocalla (Der Steingarten, o 'Jardín entre las piedras'), se encuentra en los flancos de la colina rocosa, este jardín de plantas rupícolas se remozó totalmente en los años 80. Con suelos ácidos y alcalinos en pequeñas huecos entre las rocas se encuentran estas plantas procedentes de todas las regiones montañosas del planeta.
- Jardín de brezos

En donde termina la rocalla, por el este, empieza el jardín de brezos con su atractivo colorido en las floraciones del final del verano. También es atrayente la gradación de tonalidades de verde que presentan el resto del año, esta colección de especies salvajes y cruzadas de los géneros Erica y Calluna.
- Jardín de matojos

Se encuentra en la parte norte del jardín. Esta parte del jardín tiene zonas encharcadas, con agua abundante y un riachuelo acompaña a lo largo del sendero principal del paseo. Aquí las plantas crecen agrupadas en matojos a lo largo del arroyo. Las plantas se encuentran como hierbas verdes, donde las pinceladas de color las aportan las Asteraceae.
- La casa de las flores

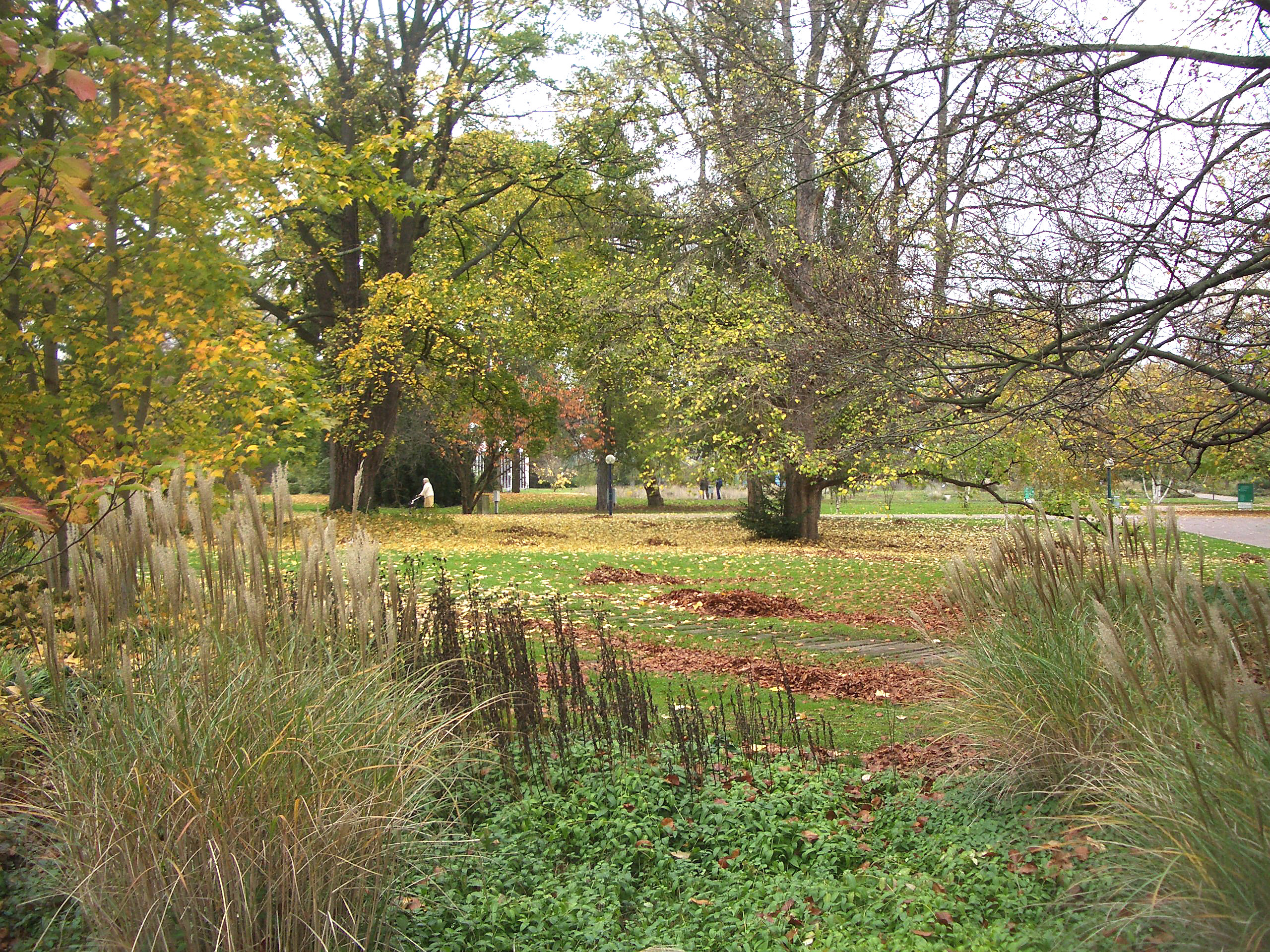
El Palmengarten en el otoño.

Un enclave digno de ser visitado en el jardín es la «Casa de las flores». La casa tiene unos 200 m² y se divide en zonas caliente y fría. Aquí el visitante, puede encontrar plantas en floración en cualquier época del año. Aquí las plantas se renuevan periódicamente.
- La casa alpina

Esta es la casa Leonhardsbrunn flanqueada en ambos costados por llamativas torres-invernaderos, fue reconstruida según planos antiguos. Aquí las plantas se muestran con la procedencia y la expedición en que fueron recolectadas. En la torre occidental nos encontramos con cítricos, la torre oriental está dedicada a plantas de la isla de Tasmania. En la estructura central se cultivan plantas de mitad sur de la esfera terrestre.
- Pradera de la estepa

En la parte oeste del Tropicarium en una zona llana y más seca que en otras parte del jardín, se encuentra una colección de plantas que se desarrollan a pleno sol. Son plantas de las regiones esteparías de Eurasia y de las Américas. En medio del jardín se encuentra un calvero. Aquí se encuentra una selección de hierbas de forraje y entre ellas se desarrollan flores de los prados, tal como se pueden encontrar en cualquier prado de un campo que se ha dejado inculto.
- La casa subantártica

Estas instalaciones se inauguraron en 1992, reuniéndose en su interior plantas de las regiones frías de la mitad sur del globo terrestre. Las características de la vegetación son de zona de bosques, arbustiva, y de pantanos. La arenisca roja domina en la parte izquierda, donde se sitúan las plantas de la Patagonia, Tierra del Fuego y de las Islas Malvinas, estando delimitadas por una pequeña zona pantanosa. En la parte derecha con un firme gris, se encuentran plantas de Nueva Zelanda e islas aledañas.
- El tropicarium

Las plantas del Tropicarium no se muestran según sus continentes o países, sino que se agrupan según su biotopo. Lo que se intenta es mostrar la variedad y riqueza de la zona tropical. El invernadero Tropicarium Sur es una pequeña estructura que contiene las plantas de zonas semiáridas, sabana, y desierto de niebla.
- Jardín de cactus

Esta zona merece una mención especial. Se muestra durante los meses cálidos desde mayo hasta septiembre, y es una colección de plantas suculentas que resisten los crudos inviernos. Proceden de América, África y de las Islas Canarias. Entremedias de estas plantas se muestran al mismo tiempo una gran variedad de fuchsias.

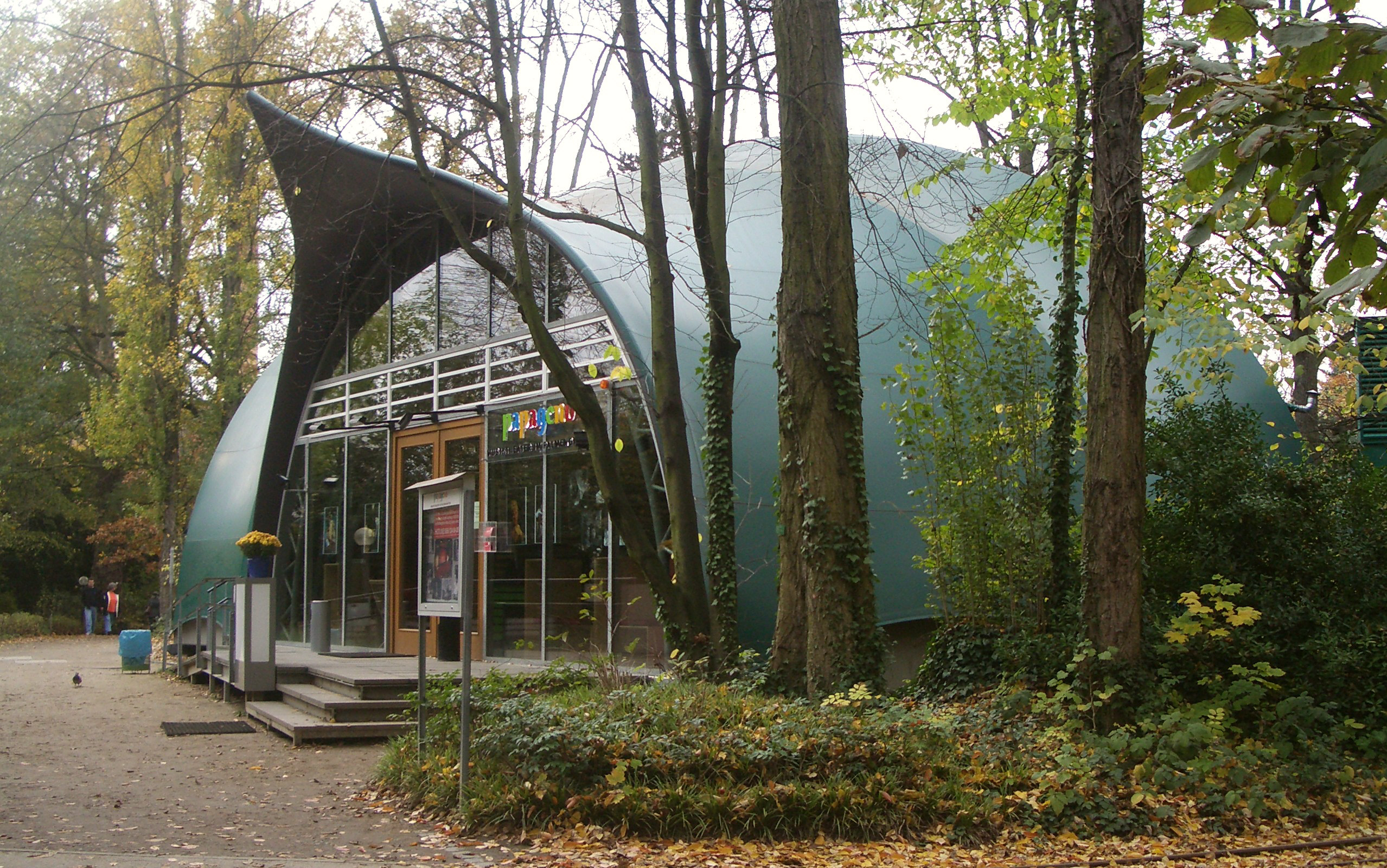
El teatro Papageno en el Palmengarten.

## Actividades
El Palmengarten ofrece una amplia variedad de actividades de ocio durante todo el año que incluyen visitas guiadas, conciertos de verano, festivales por las tardes, y exhibiciones de plantas y de diferentes actos culturales.